# ジャン・ド・トゥルヌ

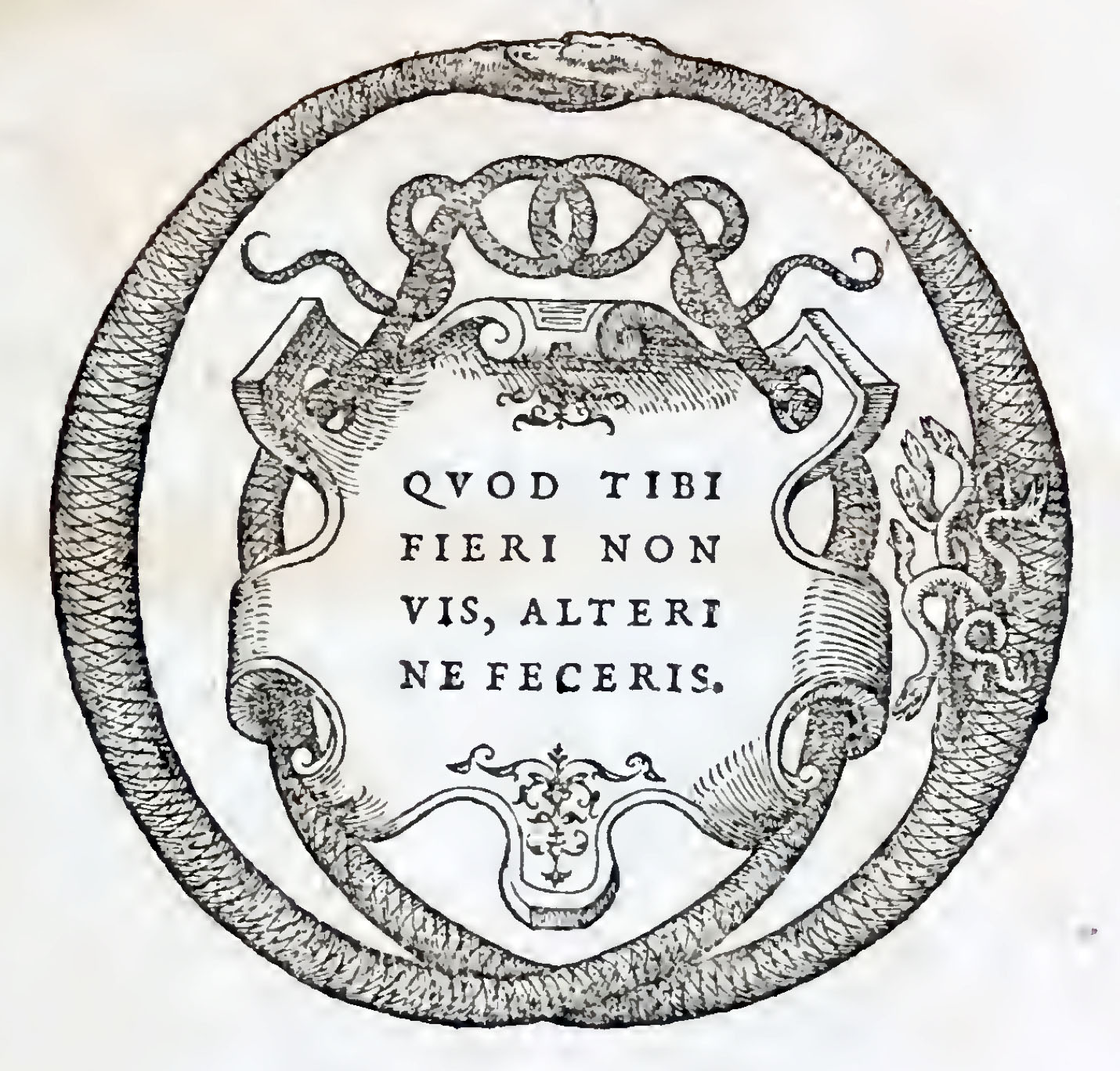
ド・トゥルヌの紋章

ジャン・ド・トゥルヌ（Jean de Tournes, 1504年 - 1564年9月7日）は、16世紀フランスの印刷・出版業者。1540年から1564年までリヨンで出版事業を行い、リヨンの文学活動の発展に大きく寄与した。ラテン語式にはヨアンネス・トルナエシウス (Joannes Tornaesius) と名乗り、モットーには自身の名をアナグラムした「神の内の技芸」(Son art en Dieu) を用いた。

## 生涯
1504年にリヨンの金銀細工師の息子として生まれた。若い頃、リヨンの出版業者トレクセル兄弟 (Gaspard et Melchior Trechsel) やセバスチャン・グリフのもとで下積みを行ったが、このグリフの工房での下積み時代の同門にはエチエンヌ・ドレがいた。トゥルヌは1540年から独立して事業を営み、当初はドレが手がけた作品の再版などを多く行った。また、1547年から1563年までは娘婿に当たる書籍商のギヨーム・ガゾー (Guillaume Gazeau) と提携し、販売網の拡大にも努めた。
知識人がラテン語を用いることが多かった当時にあって、トゥルヌはフランス語文献の出版を多く手がけた。彼が手がけた500点以上の出版物のうち、6割以上がフランス語文献である。
彼は『故デ・ペリエ作品集』（1544年）、『ルイーズ・ラベ作品集』（1555年）、モーリス・セーヴ『ミクロコスム』（1562年）といったリヨンで活動した詩人や作家の作品を多く世に送った。彼の工房では、初期にはアントワーヌ・デュ・ムーランが、のちにはジャック・ペルチエ・デュ・マンが編集者として活躍した。なお、こうした作品の多くには著名な活字工ロベール・グランジョンに作製を依頼した美しい活字体が用いられている。
彼の宗教的立場はプロテスタントに好意的なものではあったが、1558年にはフランス国王の御用業者 (Imprimeur du Roi) に任命されている。
1564年にリヨンで流行したペストのために歿し、事業は息子のジャン・ド・トゥルヌ2世に引き継がれた。